# Rowlandius cubanacan
Rowlandius cubanacan är en spindeldjursart som först beskrevs av Armas 1989.  Rowlandius cubanacan ingår i släktet Rowlandius och familjen Hubbardiidae. Inga underarter finns listade i Catalogue of Life.